# Michael Walter (Musikwissenschaftler)
Michael Walter (* 29. März 1958 in Gießen) ist ein deutscher Musikwissenschaftler und Universitätsprofessor.

## Biografie
Nach dem Studium der Musikwissenschaft und Geschichte an den Universitäten Marburg und Gießen war Walter von 1980 bis 1984 Wissenschaftliche Hilfskraft am Musikwissenschaftlichen Institut der Universität Marburg. 1985 promovierte er zum Dr. phil. Es schlossen sich dann Lehrtätigkeiten an der Universität-Gesamthochschule Siegen sowie der Universität Stuttgart an, wo er sich habilitierte.
1993 bis 1999 war Walter Hochschuldozent für Systematische Musikwissenschaft am Musikwissenschaftlichen Institut der Ruhr-Universität Bochum. Von 2000 bis 2001 leitete er vertretungsweise die Abteilung für Musikwissenschaft der Universität Bayreuth.
Seit 2001 hat er eine Professur am Institut für Musikwissenschaft der Karl-Franzens-Universität Graz inne, war mehrfach Leiter des dortigen Instituts und Forschungs- und Vize-Dekan der Geisteswissenschaftlichen Fakultät.